# Macrojoppa fulva
Macrojoppa fulva är en stekelart som beskrevs av Joseph Kriechbaumer 1898. Macrojoppa fulva ingår i släktet Macrojoppa och familjen brokparasitsteklar. Inga underarter finns listade i Catalogue of Life.